# 毛胶薯蓣
毛胶薯蓣（学名：Dioscorea subcalva）是薯蓣科薯蓣属的植物，为中国的特有植物。分布于中国大陆的云南、广西、四川、湖南、贵州等地，生长于海拔800米至3,200米的地区，多生于山谷、山坡灌丛、林缘以及路边较湿润处，目前尚未由人工引种栽培。

## 别名
近光薯蓣（西双版纳植物名录）

## 异名
- Dioscorea subcalva Prain et Burk. var. submollis (R. Knuth) C. T. Ting et P. P. Ling